# بروس تشيس
بروس تشيس (بالإنجليزية: Bruce Chase)‏ هو ملحن أمريكي، ولد في 22 مارس 1912، وتوفي في 29 يونيو 2001.

## وصلات خارجية
- بروس تشيس على موقع ميوزك برينز (الإنجليزية)
- بروس تشيس على موقع ديسكوغز (الإنجليزية)